# 凱旋路 (高雄市區)
凱旋路（Kaisyuan Rd.）是高雄市重要的南北向幹道，本道路行經三民區、苓雅區及前鎮區。
起端於民族一路口（民族陸橋南側）接鐵道二街，末端接成功二路、擴建一路，並以中正路口、三多路口及一心路口分成四個路段。續行擴建路可往前鎮科技產業園區以及高雄港中島商港區。
其中凱旋四路路段依台鐵高雄臨港線鐵路西北側為舊凱旋四路、東南側為新凱旋四路，凱旋二路、三路則為租車街。
高雄環狀輕軌沿著本道路旁的原高雄臨港線路線行駛。

## 行經行政區域
（由北至南）
- 三民區
- 苓雅區
- 鳳山區
- 前鎮區

## 分段
凱旋路共分為四個部份：
- 凱旋一路：西起於民族一路口接鐵道二街，於近凱歌路192巷口處逐漸轉南，南於中正路口接凱旋二路。
- 凱旋二路：北於中正路口接凱旋一路，南於三多二路口接凱旋三路。
- 凱旋三路：北於三多二路口接凱旋二路，南於一心一路、瑞隆路口接凱旋四路。
- 凱旋四路：北於一心一路、瑞隆路口接凱旋三路，後逐漸轉西，西止於成功二路口接擴建一路。

## 歷史
2014年7月31日深夜因發生高雄氣爆事故的影響，造成整條凱旋三路（從三多路口至一心路口）無法通行。歷經3個月重建的日夜趕工之後，於同年11月20日午夜12時完工同時開放通車。

## 沿線設施
（由北至南）
- 凱旋一路
  - 民族陸橋
  - 高雄鐵路綠園道
  - 民族車站
  - 凱旋青樹社會住宅(160號)
  - 高雄市苓雅區凱旋國民小學(門牌設於憲政路235號)
  - 天主教救世主堂(門牌設於建國一路271號)
  - 北凱旋公園

- 凱旋二路
  - 南凱旋公園
  - 高雄市政府警察局苓雅分局凱旋路派出所(145號)
  - 輕軌凱旋公園站（高雄捷運環狀輕軌）
  - 國立高雄師範大學附屬高級中學(89號)
  - 高雄市立民生醫院（134號）
  - 高雄市立中醫醫院(132號)
  - 高雄市政府衛生局（132-1號）
  - 高雄市立凱旋醫院（130號）
  - 輕軌衛生局站（高雄捷運環狀輕軌）
  - 高雄市市長及副市長官邸(7號)
  - 高雄市政府社會局志願服務資源中心(5號)
  - 高雄市苓雅區五權國民小學（門牌設於三多二路100號）
  - 輕軌五權國小站（高雄捷運環狀輕軌）

- 凱旋三路(本路段為租車行街)
  - 台灣中油大立加油站
  - 輕軌凱旋武昌站（高雄捷運環狀輕軌）
  - 輕軌凱旋二聖站（高雄捷運環狀輕軌）
  - 高雄捷運前鎮機廠(6號)
  - 輕軌機廠站（高雄捷運環狀輕軌）

- 凱旋四路
  - 籬仔內站（高雄捷運環狀輕軌）
  - 高雄市立瑞祥高級中學(門牌設於班超路63號)
  - 凱旋國際觀光夜市、金鑽觀光夜市（758號）
  - 輕軌凱旋瑞田站（高雄捷運環狀輕軌）
  - 捷運凱旋站
  - 中山凱旋陸橋
  - 輕軌前鎮之星站（高雄捷運環狀輕軌）
    - 前鎮之星－中山凱旋自行車橋

  - 時代公園
  - 凱旋四路公有停車場
  - 輕軌凱旋中華站（高雄捷運環狀輕軌）
  - 台電經貿一次配電變電所(133號)
  - 勞動部勞動力發展署高屏澎東分署(105號)
    - 勞動部勞動力發展署高屏澎東分署職場互助教保服務中心(1樓)

  - 高雄市政府消防局(119號)
    - 第一大隊第二中隊成功分隊
    - 高雄市災害應變中心
    - 中央災害應變中心南部備援中心
    - 高雄市義勇消防總隊

  - 前鎮三角公園
  - 前鎮夜市

## 公車資訊
- 凱旋一路
  - 東南客運
    - 37 輕軌夢時代站（統一時代百貨）－育英醫專（大昌二路）

- 凱旋二路
  - 港都客運
    - 52 建軍站（捷運衛武營站）－高雄車站（站東路）
    - 紅21 建軍站（捷運衛武營站）－捷運三多商圈站（中山二路）

  - 漢程客運
    - 168東 金獅湖站－金獅湖站
    - 168西 金獅湖站－金獅湖站

  - 東南客運
    - 37 輕軌夢時代站（統一時代百貨）－育英醫專（大昌二路）

- 凱旋三路
  - 漢程客運
    - 168東 金獅湖站－金獅湖站
    - 168西 金獅湖站－金獅湖站

  - 統聯客運（市區公車）
    - 26 瑞豐站（瑞隆路）－高醫（高雄醫學大學）

  - 東南客運
    - 37 輕軌夢時代站（統一時代百貨）－育英醫專（大昌二路）

- 凱旋四路
  - 漢程客運
    - 168東 金獅湖站－金獅湖站
    - 168西 金獅湖站－金獅湖站

  - 統聯客運（市區公車）
    - 25 瑞豐站（瑞隆路）－歷史博物館（高雄國際會議中心）

  - 東南客運
    - 37 輕軌夢時代站（統一時代百貨）－育英醫專（大昌二路）
    - 紅12A 瑞豐站（瑞隆路）－捷運凱旋站－前鎮站
    - 紅12B 瑞豐站（瑞隆路）－捷運凱旋站－前鎮站－前鎮科技產業園區

  - 港都客運
    - 205 中華幹線 加昌站－高雄車站（建國路）－輕軌夢時代站（統一時代百貨）

## 公共自行車
- 高雄市公共自行車租賃系統：
  - 民族車站：凱旋一路222號西北側人行道
  - 凱旋青樹：凱旋一路/凱歌路164巷口(西北側)
  - 凱旋同慶路口(西南角)：凱旋二路/同慶路口(西南角)
  - 高雄師大附中(凱旋二路)：凱旋二路89號(校門口左側人行道)
  - 凱旋醫院：凱旋二路128號(旁)
  - 國際商工：三多二路84號(前)
  - 凱旋凱旋三路915巷口：凱旋三路/凱旋三路915巷口(西南側)
  - 輕軌凱旋武昌站：武昌路/凱旋三路(東南側)
  - 輕軌凱旋二聖站：凱旋三路/二聖路(東南側)
  - 輕軌機廠站：凱旋三路/賢明路(東側)
  - 凱旋一心一路口：凱旋三路/一心一路口(東北側)
  - 瑞祥高中(凱旋四路)：凱旋四路/班超路口(東南角)
  - 輕軌前鎮之星站：中山三路/凱旋四路(東北角)
  - 輕軌凱旋瑞田站：凱旋四路758號(旁)
  - 輕軌凱旋中華站：凱旋四路270號(前)
  - 高雄市政府消防局：凱旋四路119號(前)

## 腳註
1. ↑  .   [2014-12-21]. （原始内容存档于2014-12-21）.
2. ↑  沒有慶祝！高雄氣爆道路修復 凌晨開放通車 （页面存档备份，存于）. 自由時報. [2014-11-21]. （日語）